# Lastomír
Lastomír (maďarsky Lesztémer) je obec na Slovensku. Nachází se v Košickém kraji, v okrese Michalovce. Obec má rozlohu 13,47 km² a leží v nadmořské výšce 107 m. V roce 2020 v obci žilo 1229 obyvatel. 

## Dějiny
První písemná zmínka o obci pochází z roku 1288, kdy již byla zeměpanským majetkem. Největšího rozmachu dosáhla v letech 1420–1460, kdy zde žilo 1300 až 1680 obyvatel. Jistý čas existovaly tři obce: Malý či Vyšný Lastomír (Kysleztemer), Velký Lastomír, tj. osada Veľké pole (Nagymező) a Zádorovce (Zádorháza). Intenzivní osídlení se 183 zahloubenými objekty ze 13.–16. století zachytil archeologický výzkum v roce 2019 při výstavbě přípojky plynovodu z Velkých Kapušan do Polska, v trase od Lastomíru přes Čičarovce po Šamudovce. Byly rovněž nalezeny stopy osídlení z doby bronzové a římské.
Ve středověké obci mělo své dvory (kurie) a v novověku zámečky několik šlechtických a zeměpanských rodin. 

## Název obce
V písemných pramenech 13. až 16. století se vyskytují názvy Leztemer, Lezthemer, Lestemer, ale i obměny Leztemer, Loztymer, Leztamer či Lestamir. Všechny jsou maďarskou nebo latinskou podobou slovenského jména Lastomír. Přídomek de Lezthemer (Lastomírský) používali i zdejší šlechtici. Maďarské obyvatelstvo netvořilo většinu, i přes maďarskou vládu a úřední řeč většina obyvatel obce mluvila slovensky nebo česky a židovská komunita jidiš.

## Současnost
Lastomír bývá nazýván Obec kostelů , nejen že udržuje v provozu a v dobrém stavu chrámy historické, ale má také nový kostel, vybudovaný roku 1996.  

## Památky
- Kalvínský chrám reformované církve, jednolodní, původně renesanční stavba z 1. poloviny 17. století s půlkruhovým závěrem a věží v průčelí, přestavěnou počátkem 19. století. Výrazně adaptovaný byl ve stylu neoklasicismu v letech 1890–1900. Interiér je zaklenutý valenou klenbou s lunetami.[4] Fasáda kostela je členěná lizénami, věž má jehlancovou střechu.

- Řeckokatolický chrám Seslání Ducha svatého, jednolodní síňový chrám s polygonálním presbytářem, neoklasicistní stavba z roku 1890, obnovená roku 1951. Interiér je zaklenutý pruskými klenbami, presbytář plackou s lunetami. Věž v západním průčelí má barokní báň.[5]

- Římskokatolický kostel z roku 1996

## Rodáci
- Narodil se zde Montel Polaček, dědeček současné americké zpěvačky Caroline Polachek.